# 沃尔夫斯基申
沃尔夫斯基申（法語：Wolfskirchen，法語發音：[vɔlfskiʁʃən] ⓘ；莱茵法兰克语：Wolfskírche）是法国下莱茵省的一个市镇，属于萨韦尔讷区。

## 地理
沃尔夫斯基申（48°52'48"N, 7°4'28"E）面积10.48 平方千米，位于法国大東部大區下莱茵省，该省份为法国大陆部分最东部的省份，是阿尔萨斯的一部分，今与上莱茵省组成了阿尔萨斯欧洲集体，其南至上莱茵省，西南接孚日省和默尔特-摩泽尔省，西接摩泽尔省，北与德国接壤，东侧沿莱茵河与德国相望。
与沃尔夫斯基申接壤的市镇（或旧市镇、城区）包括：涅代尔斯坦泽、波斯特罗夫、比尔巴克、迪登多夫、埃什维莱尔、埃维莱、萨尔韦登。
沃尔夫斯基申的时区为UTC+01:00、UTC+02:00（夏令时）。

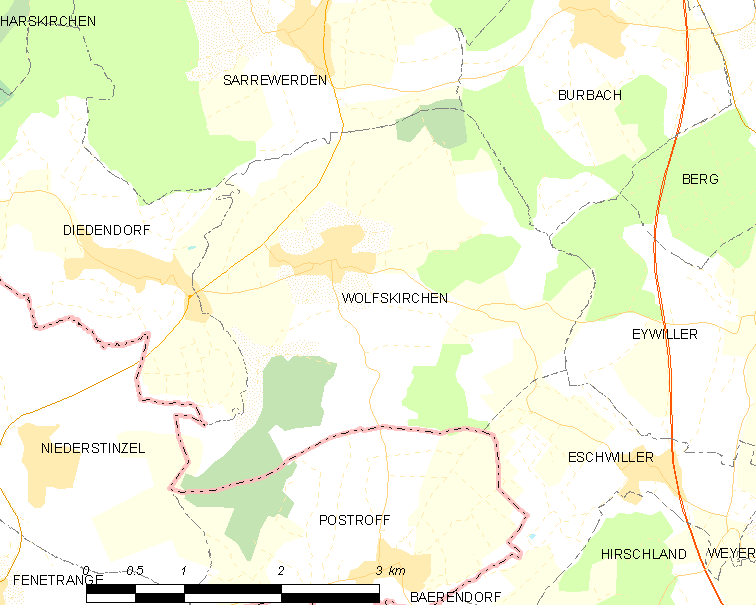
沃尔夫斯基申的OSM定位图

## 行政
沃尔夫斯基申的邮政编码为67260，INSEE市镇编码为67552。

## 政治
沃尔夫斯基申所属的省级选区为英维莱尔县。

## 人口

1962-2008年间沃尔夫斯基申人口变化图示

沃尔夫斯基申于2022年1月1日时的人口数量为338人。